# Stutzheim-Offenheim
Stutzheim-Offenheim är en kommun i departementet Bas-Rhin i regionen Grand Est (tidigare regionen Alsace) i nordöstra Frankrike. Kommunen ligger i kantonen Truchtersheim som tillhör arrondissementet Strasbourg-Campagne. År 2022 hade Stutzheim-Offenheim 1 628 invånare.

## Befolkningsutveckling
Antalet invånare i kommunen Stutzheim-Offenheim
| Referens: INSEE |